# Башлаево
Башла́ево — деревня в Сергиево-Посадском районе Московской области, в составе муниципального образования Сельское поселение Васильевское (до 29 ноября 2006 года входила в состав Васильевского сельского округа).

## Население
| 2002 | 2006 | 2010 |
| ---- | ---- | ---- |
| 2    | ↘0   | →0   |

## География
Башлаево расположено примерно в 27 км (по шоссе) на запад от Сергиева Посада, на реке Воре, высота центра деревни над уровнем моря — 200 м. На 2016 год в деревне зарегистрировано 2 садовых товарищества.